# Sturnira boadai
Sturnira boadai — вид рукокрилих (Chiroptera) ссавців з родини листконосових (Phyllostomidae). 

## Поширення й екологія
Країни проживання: Еквадор. Відомий з двох підтверджених місць у провінції Замора Чинчіпе: поблизу басейну річки Нангаріца та поблизу кордону Еквадору та Перу. Очікується, що S. boadai також зустрічається в суміжних, кліматично подібних середовищах існування північно-східного Перу. 

## Опис
Sturnira boadai є одним із двох найменших видів роду, причому більшість вимірювань збігаються з S. nana. Спинне хутро щільне, темно-буре, з довгими (6–7 мм) волосками. Волоски на спині чотириколірні з вузькою білою прикореневою смугою ≈ 10% довжини волосся, епібазальною коричневою смугою ≈ 40% довжини, субтермінальною світло-коричневою смугою ≈ 30% довжини та темною -коричнева верхівкова смуга, яка покриває ≈ 20% довжини волосся. Черевна шерсть і нижня частина тіла світліші за спинну. Черевні волоски триколірні через відсутність кінцевого темно-коричневого кінчика спинних волосків. Шерсть розріджена на дорсальній поверхні стегнової кістки, великогомілкової кістки, задніх лап, міжстегнової перетинки та верхньої частини передпліччя. Перетинки крил від сірувато-чорнувато-коричневого кольору. Плечові залози відсутні. Носовий лист темно-коричневий, довгий, вузький. Зубна формула I2/1–2, C1/1, P2/2, M3/3 × 2 = 30–32.
Sturnira boadai і S. nana схожі. Однак обидва види можна розрізнити за кількома черепно-зубними характеристиками. У S. boadai череп має кулясту мозкову коробку та менш видовжений рострум, тоді як у S. nana мозкова оболонка відносно довга з вузьким похилим рострумом. Виличні дуги у S. boadai завжди неповні, тоді як у S. nana вони можуть бути повними або неповними. Р3 невеликий, вузький, з гострою коронкою і не контактує ні з С1, ні з Р4 у S. boadai, тоді як Р3 ширший і контактує як з С1, так і з Р4 у S. nana.

## Етимологія
Епітет boadai присвячений пам'яті еквадорського теріолога Карлоса Боада (1973–2015). Карлос був захоплений вивченням дрібних ссавців, особливо кажанів і гризунів. Його науковий внесок у знання ссавців Еквадору був видатним.

## Таксономічна примітка
Раніше особин цього нового виду приписували до Sturnira nana. Однак аналізи показують, що популяції, ідентифіковані як S. nana з Еквадору та Перу, генетично, морфологічно та екологічно відрізняються.